# La frontera final
La frontera final (títol original en anglès: The Last Frontier) és una pel·lícula estatunidenca dirigida per Anthony Mann, estrenada el 1955. Ha estat doblada al català.

## Argument[2]
Jed Cooper, tramper atracat pels indis és contractat al servei de l'exèrcit. L'arribada del coronel Marston trastornarà la vida de Fort Shallan. Obsessionat per la deshonra que ha experimentat durant la guerra civil, aquest oficial pensa poder tornar a daurar el seu blasó gràcies a una victòria contra els indis i el seu cap Núvol Vermell. Jed Cooper gosa oposar-se al coronel per impedir-li cometre aquesta bogeria.
En aquesta pel·lícula, Victor Mature es diu Jed Cooper. És el nom que portarà igualment Clint Eastwood a Pengem-los ben amunt el 1968, dirigida per Ted Post.

## Repartiment
- Victor Mature: Jed Cooper
- Guy Madison: capità Glenn Riordan
- Robert Preston: coronel Frank Marston
- James Whitmore: Gus
- Anne Bancroft: Corinna Marston
- Russell Collins: capità Bill Clarke
- Peter Whitney: sergent Major Decker
- Pat Hogan: Mungo